# Egeo (mitología)

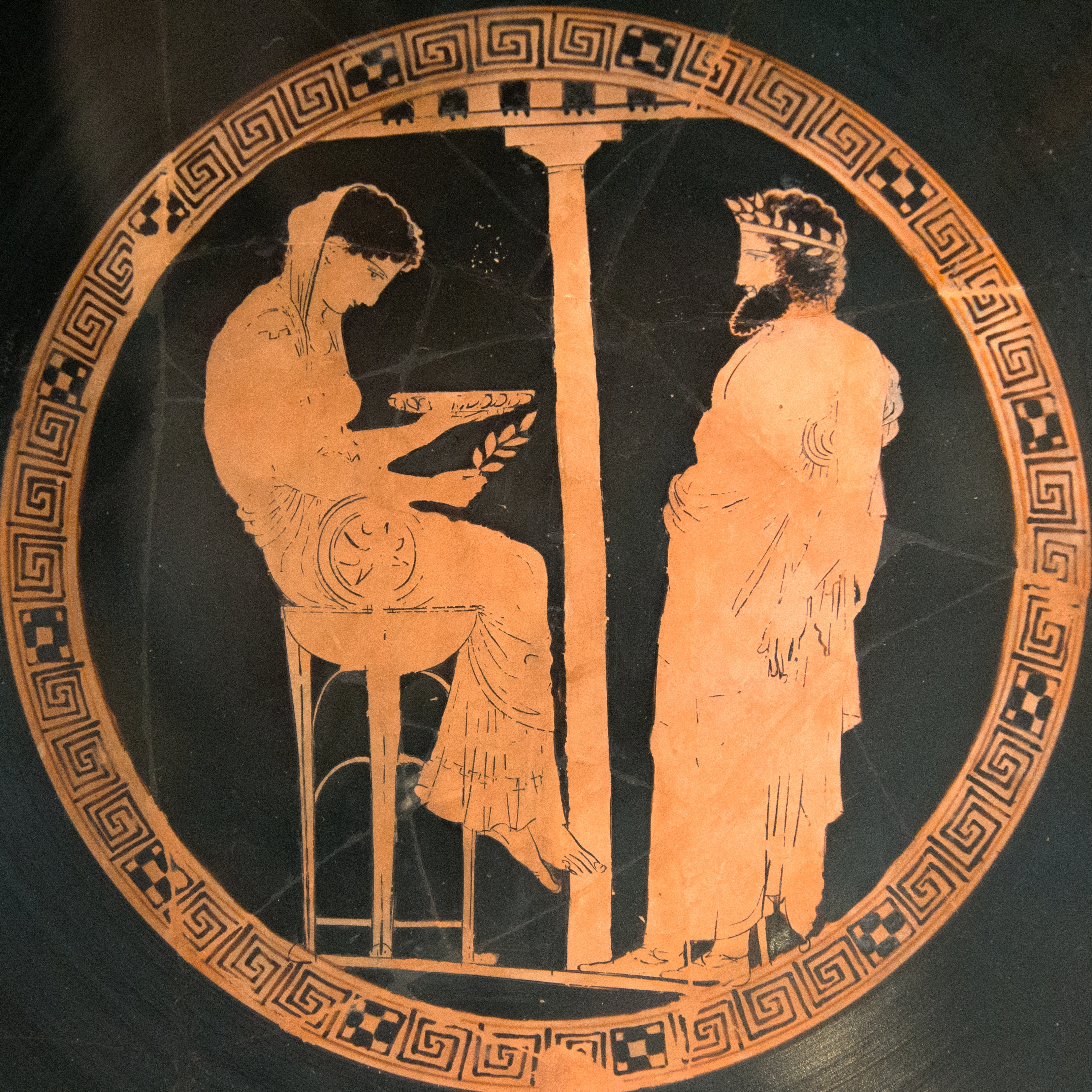
Temis y Egeo (cílica ática de figuras rojas atribuida al pintor de Codro, 440-430 a. C.; de Vulci.)

En la mitología griega, Egeo (Αἰγεύς / Aigeús) era el noveno rey de Atenas, hijo de Pandión II y Pilia o Pelea, y hermano por tanto de Niso, Palas o Palante y Lico.
Egeo nació en Mégara, en el istmo de Corinto, ciudad adonde se había exiliado su padre después de que los hijos de Metión le hubieran usurpado el trono. Otras versiones afirman que Egeo era realmente hijo de Escirio o Femio, un habitante de Mégara, y que Pandión lo adoptó al poco de llegar a la ciudad.
Cuando Pandión murió, Egeo y sus hermanos atacaron Atenas y expulsaron de ella a los hijos de Metión, repartiéndose entonces entre los cuatro el dominio sobre el Ática: Egeo (que por ser el primogénito reclamó la mejor parte) recibió Atenas, Niso reinó sobre Mégara, Lico sobre Eubea y Palante sobre el sur de la región.
Egeo, sin embargo, no estaba dispuesto a compartir el poder, y decidió adueñarse de las partes que le habían correspondido a sus hermanos. Expulsó a Lico de su territorio, obligándole a refugiarse en Mesenia. Hizo lo mismo con Palante, que inició una revuelta con sus cincuenta hijos para reconquistar su reino, pero que fueron derrotados por Teseo, el hijo de Egeo. De Niso no se tuvo que preocupar Egeo, pues ya había sido derrotado por Minos de Creta, que se había aprovechado de la traición de una hija de Niso para conquistar Megara.
En una versión tardía y referida por Servio, Palante no era hermano, sino hijo de Egeo, y por tanto hermano de Teseo, por quien fue expulsado del Ática.

## Las mujeres de Egeo
En primer lugar, Egeo contrajo nupcias con Meta, hija de Hoples, pero, como no le daba hijos, la repudió y se casó con Calcíope, hija de Rexénor, y de ese matrimonio tampoco tuvo descendencia. Tampoco le dio hijos varones Autocte, la hija de Perseo, pero sí algunas hijas innominadas. Egeo, atemorizado porque sus hermanos y sobrinos aprovecharan esta circunstancia para atacarlo, pensó que la falta de hijos podía deberse a un enfado de la diosa Afrodita, por lo que introdujo el culto a Afrodita Urania en Atenas y luego acudió al oráculo de Delfos en busca de ayuda. El oráculo le dio una respuesta que él no pudo descifrar: «no abras la boca de tu odre repleto de vino ¡oh el mejor de los hombres! hasta que llegues al punto más alto de Atenas».
Desconcertado por la enigmática contestación de la sibila, Egeo inició su viaje de vuelta a Atenas, parando en Trecén y quejándose de su desdicha a su hospedante: el rey de la ciudad, Piteo. Sin embargo este sí entendió la respuesta del oráculo y, emborrachando a Egeo, lo incitó a yacer con su hija Etra.
Cuando Egeo se dio cuenta de lo que había hecho, enterró bajo una gran piedra su espada y sus sandalias, diciéndole a Etra que si había quedado embarazada y tenía un hijo varón de él, lo criase en secreto (por miedo a la venganza de sus sobrinos) y lo enviase a Atenas cuando fuera lo suficientemente fuerte como para levantar esa piedra y recoger las sandalias. Tras esto, Egeo volvió a su ciudad para celebrar las Panateneas.

## Teseo
Cuando pasó el tiempo oportuno, Etra, que efectivamente había quedado embarazada, dio a luz un niño al que llamó Teseo, que llegaría a ser uno de los mayores héroes de toda Grecia. Algunos autores afirman que Poseidón yació con Etra la misma noche en que lo hiciera Egeo, y que por tanto sería el dios del mar el verdadero padre del héroe.
Teseo fue criado en Trecén por su madre, que no le reveló el nombre de su padre hasta que alcanzó la adolescencia. Entonces Teseo pudo levantar la piedra, calzarse las sandalias y la espada de su padre, e iniciar su viaje a Atenas para ser reconocido como hijo del rey.

## La guerra contra Creta
Androgeo, hijo del famoso rey Minos de Creta había ganado los juegos panatenaicos, momento de gran gloria que aprovechó Egeo para retarle a luchar contra el toro de Maratón, que estaba asolando esa parte del Ática. La terrible batalla acabó con la vida del príncipe, o según otra versión, este murió a manos de los otros competidores de los juegos, celosos de su victoria.
El rey Minos utilizó la excusa de la muerte de su hijo para lanzar su poderosa flota contra las costas de Grecia, conquistando Megara a Niso y condenando con el aislamiento a Atenas, que sufrió el hambre y las epidemias. Los atenienses consultaron al oráculo y este les aconsejó que aceptaran lo que les propusiera Minos si querían acabar con la guerra. Así, aceptaron el humillante tributo que les impuso el rey de Creta para firmar la paz: cada año debían enviar siete jóvenes y siete doncellas para que fueran devorados por el minotauro, el monstruoso supuesto hijo de Minos que estaba encerrado en un laberinto construido por Dédalo del que era prácticamente imposible encontrar la salida.

## Medea
Mientras esto ocurría en el Ática, los habitantes de Corinto se habían rebelado contra Medea y habían apedreado a sus hijos en castigo por los crímenes que la maga cólquida estaba cometiendo en su ciudad. Medea, abandonada por su marido Jasón, huyó entonces a Atenas buscando la hospitalidad que le ofreció Egeo cuando se la encontró en su camino de vuelta de Delfos. Una vez llegada al palacio de Egeo, Medea le convenció de que se casase con ella prometiéndole darle un heredero a pesar de que era ya casi un anciano. Egeo pensó que las pócimas de la maga ayudarían a cumplir su deseo, y aceptó el matrimonio, depositando en Medea toda su confianza y jurando por Gea y Helios que nunca la expulsaría de su reino. 
La nueva esposa de Egeo cumplió su promesa, y al poco dio a luz a un niño al que llamaron Medo, si bien algunos autores piensan que este era hijo de Jasón o incluso de una relación posterior a la estancia de Medea en Atenas.

## Teseo en Atenas
Medea tenía todo planeado para que su hijo Medo heredara el reino de Atenas, por lo que reconoció e intrigó contra el recién aparecido Teseo nada más poner este los pies en la ciudad. El joven había acudido al palacio de incógnito precisamente para evitar los ardides de su madrastra, lo que aprovechó ésta para convencer a Egeo de que el recién llegado era un traidor. El rey se dispuso entonces a deshacerse de él de la misma forma que había hecho con Androgeo: ordenándole luchar contra el toro de Maratón. 
Pero esta vez el toro fue derrotado y Teseo aprovechó la fiesta organizada para la ocasión para mostrar la espada de Egeo justo cuando le ofrecían una copa con veneno preparado por Medea. Egeo reconoció la espada de inmediato y arrebató la copa de las manos de Teseo, salvándolo de una muerte segura. Emocionado por haber encontrado a su hijo, desterró a Medea,  que volvió a su tierra natal, la Cólquide.

## La muerte de Egeo
La llegada a Atenas de un heredero fortificó los ánimos de los atenienses, que estaban dispuestos a librarse del humillante tributo que ofrecían a Creta desde el fin de la guerra. 
Para ello, Teseo se incluyó en la ofrenda de siete jóvenes y siete doncellas de ese año y viajó hasta el reino de Minos dispuesto a acabar con la vida del Minotauro. Antes de zarpar su padre le indicó que si triunfaba cambiase las velas negras del barco por otras blancas, para poder enterarse así de su victoria lo antes posible.
Desde que Teseo zarpó su padre se obsesionó con su vuelta y cada día subía hasta el cabo de Sunión, para ver si divisaba las velas blancas del barco de regreso. Pero Teseo, que había derrotado al Minotauro, olvidó cambiar las velas al estar pensando en la pérdida de Ariadna, la hija de Minos que lo había ayudado. Egeo, desesperado al creer muerto a su hijo, se mató lanzándose al mar que desde entonces lleva su nombre.
Tras honrar a su padre, Teseo heredó el reino de Atenas y puso fin a las aspiraciones de sus primos matando a todos los hijos de Palante.